# Cratere Sextilia
Sextilia è un cratere sulla superficie di 4 Vesta.